# Льюїстаун (Пенсільванія)
Льюїстаун (англ. Lewistown) — місто (англ. borough) в США, в окрузі Міффлін штату Пенсільванія. Населення — 8579 осіб (2020).

## Географія
Льюїстаун розташований за координатами 40°35′50″ пн. ш. 77°34′17″ зх. д. / 40.59722° пн. ш. 77.57139° зх. д. (40.597229, -77.571516). За даними Бюро перепису населення США в 2010 році місто мало площу 5,31 км², з яких 5,26 км² — суходіл та 0,05 км² — водойми.

## Демографія
Згідно з переписом 2010 року, у селищі мешкало 8338 осіб у 3742 домогосподарствах у складі 2030 родин. Густота населення становила 1570 осіб/км². Було 4345 помешкань (818/км²).
Расовий склад населення:
| - 95,2 % — білих - 1,5 % — чорних або афроамериканців - 0,3 % — корінних американців - 0,3 % — азіатів |

До двох чи більше рас належало 1,8 %. Частка іспаномовних становила 3,1 % від усіх жителів.
За віковим діапазоном населення розподілялося таким чином: 23,3 % — особи молодші 18 років, 60,5 % — особи у віці 18—64 років, 16,2 % — особи у віці 65 років та старші. Медіана віку мешканця становила 39,6 року. На 100 осіб жіночої статі у селищі припадало 89,5 чоловіків; на 100 жінок у віці від 18 років та старших — 85,3 чоловіків також старших 18 років.
Середній дохід на одне домашнє господарство становив 40 204 долари США (медіана — 30 578), а середній дохід на одну сім'ю — 45 802 долари (медіана — 36 600). Медіана доходів становила 32 819 доларів для чоловіків та 26 621 долар для жінок. За межею бідності перебувало 25,8 % осіб, у тому числі 42,3 % дітей у віці до 18 років та 14,0 % осіб у віці 65 років та старших.
Цивільне працевлаштоване населення становило 3367 осіб. Основні галузі зайнятості: виробництво — 20,5 %, освіта, охорона здоров'я та соціальна допомога — 19,7 %, мистецтво, розваги та відпочинок — 13,6 %, роздрібна торгівля — 12,6 %.